# Jerry Cutillo
Jerry Cutillo, alias Moses is een Italiaans musicus.
In 1986 stond hij bovenaan de Europese hitlijsten met het nummer We just onder het pseudoniem Moses. Later wijzigde hij zijn ambities en richtte hij samen met de jonge gitarist Iacopo Ruggeri de groep O.A.K. (Oscillation - Alkemy - Kreativity) op. Dit is een project van het mixen van vintage progressieve rock, etnische muziek en psychedelische geluiden.

## NPO Radio 2 Top 2000
Van Jerry Cutillo stond alleen We just in 2000 in de NPO Radio 2 Top 2000, op plek 1872.